# Halvkombi

Skillnaden mellan en halvkombi och en vanlig kombi, där man även ser skillnaderna på takstolparna.

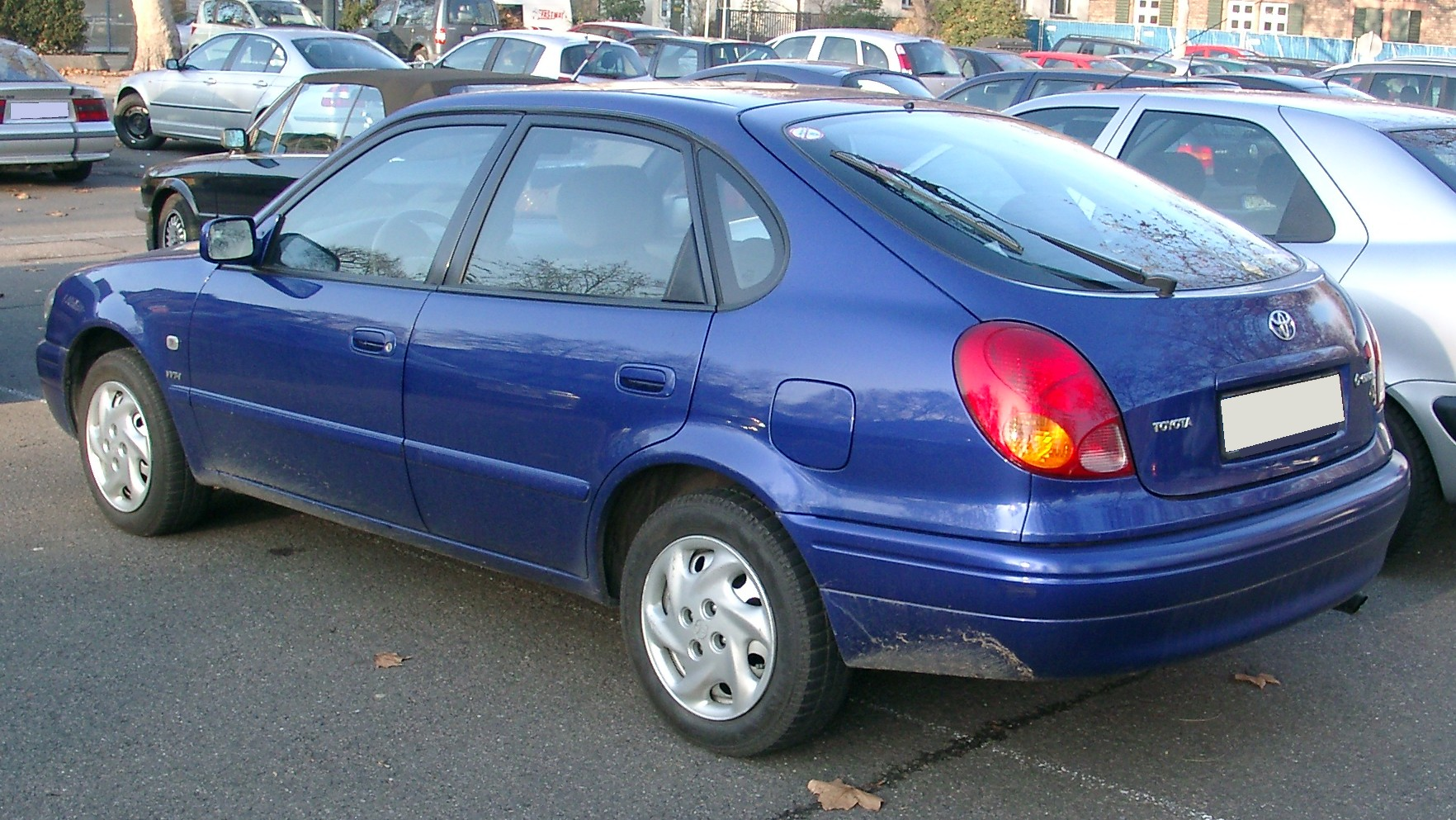
Toyota Corolla kombisedan.

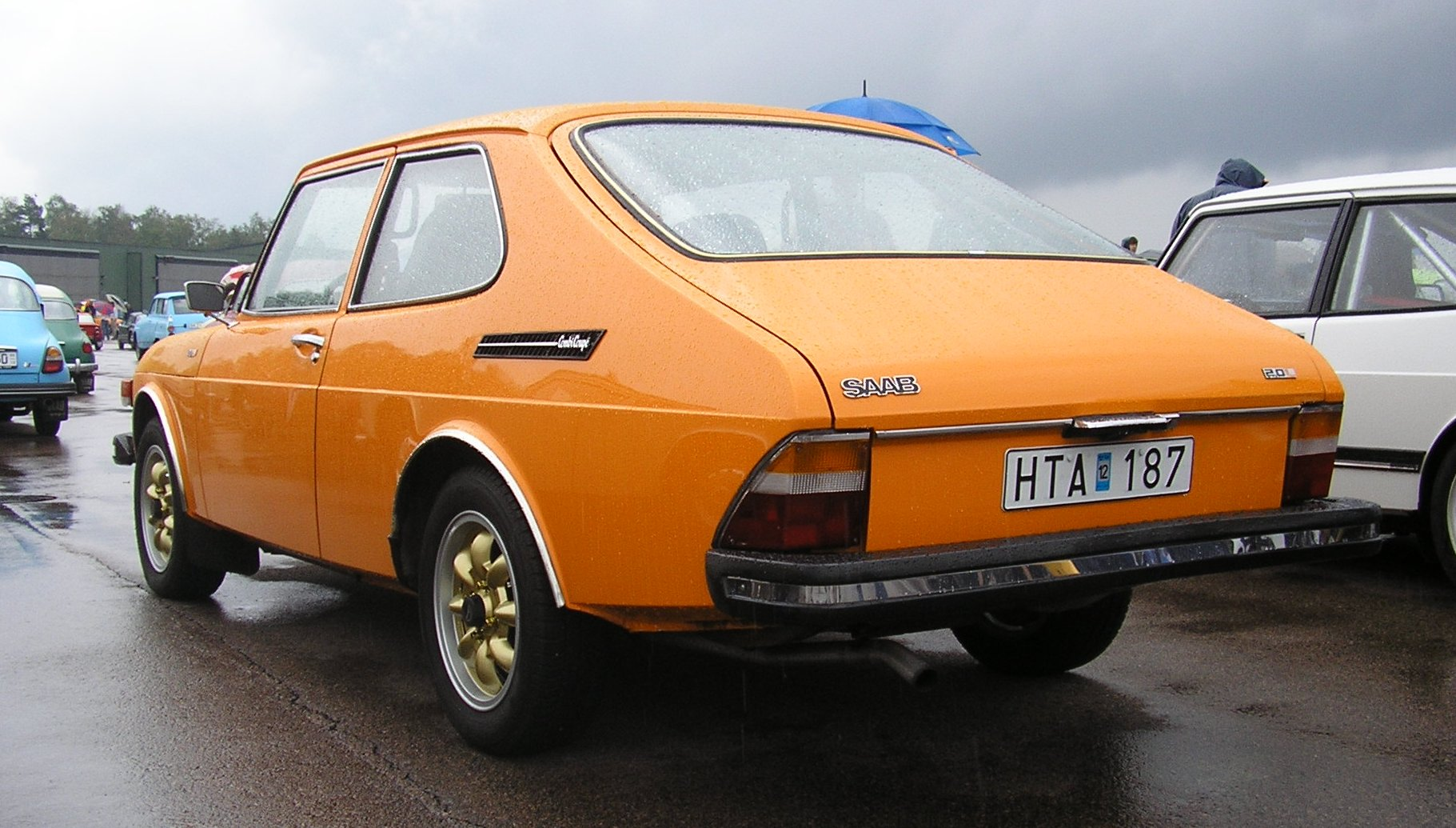
Saab kallade sina halvkombimodeller Combi Coupé. Här är den första modellen som kallades Combi Coupé.

En halvkombi (även kallad kombikupé och kombisedan, eng. hatchback,  och liftback) är en bilkaross som är mindre än en kombimodell, men liksom denna har en baklucka där gångjärnen är fästa ovanför bakrutan, till skillnad från en sedanmodell, på vilken bakrutan är fast och bakluckans gångjärn sitter under denna. Vissa halvkombi-karosser påminner ofta om en sedan om man ser den från sidan (ett tydligt exempel på detta är Daihatsu Applause), medan andra är mer avhuggna baktill så att karossen slutar strax efter bakhjulen, som till exempel på Volkswagen Golf och andra mindre bilar. Lastutrymmet blir inte lika stort som på en kombimodell, men genom halvkombins stora lastlucka underlättas lastningen av skrymmande föremål. Vid transport av större föremål kan bakluckan dessutom stå öppen och med ett band fästas i bagageutrymmets nederdel.
Man brukar skilja mellan "hatchback" och "liftback" genom att hatchback har en mer brant sluttande bagagelucka - liknande en kombi men med kortare bagagerum. Liftback har en mer lutande bakruta och bagagelucka och oftast ett bagageutrymme som är lika långt som i en kombi. En modernare tappning av liftback är de 4-dörrars coupémodeller som har stor bagagelucka (t.ex. Audi A5 och BMW 4-serien).
Liksom på en kombi klassas bakluckan på en halvkombi som en dörr, varför en halvkombi med fyra sidodörrar benämns som en "femdörrars" halvkombi.
Historiskt sett är det en gammal idé. Citroën presenterade en halvkombi på sin Traction Avant redan 1938. Kaiser-Frazer kom med en halvkombi 1949. BMC presenterade 1959 sin Austin A40 Futura som fanns med tvådelad baklucka och som måste anses vara en halvkombi. Dock var det fransmännen som först gjorde konceptet i verkligt stora tillverkningstal med Renault 4, Renault 16 och Simca 1100. Efter dessa framgångar har marknaden översvämmats av halvkombi.